# Passiflora formosa
Passiflora formosa är en passionsblomsväxtart som beskrevs av Torsten Ulmer. Passiflora formosa ingår i släktet passionsblommor, och familjen passionsblomsväxter. Inga underarter finns listade i Catalogue of Life.